# Седертерн
59°10′00″ пн. ш. 18°13′00″ сх. д. / 59.166666666667° пн. ш. 18.216666666667° сх. д.
Седертерн (рос. Södertörn) — приблизно трикутний півострів
/штучний острів

у східній частині Седерманланда, Швеція, що межує з:
- Озеро Меларен і затока Сельтшен (акваторія Балтійського моря) на півночі,
- Балтійське море (Стокгольмський архіпелаг) на сході та півдні,
- Гаммарбюслюссен і Гаммарбюледен[en] (акваторії Балтійського моря) на заході,
- Канал Седертельє на північному заході.

Канал Седертельє створено людиною, тому ця територія є штучним островом. 

Територія класифікується як острів за статистикою Швеції , що робить його третім за площею островом у Швеції. 

З 2005 року весь Седертерн був включений до метропольної території Стокгольм. 
До цього південні частини острова, що лежать у межах муніципалітету Нюнесгамн, і західні частини, які входять до муніципалітету Седертельє, не входили до метропольного регіону, хоча і в окрузі Стокгольм.
Північні райони Седертерна в значній мірі складаються з рифтових долин і височин, що є або сосновими лісами, або пустками. 
Довгі долини півдня переходять у рівнини. 
Води, що оточують територію, є прісноводними або солонуватими. 
Підмурівок майже повністю складається з гнейсу .
Найвища точка Седертерна — Торнбергет у Ганінге (110,9 м над рівнем моря). 
Гора розташована у Ганведені, великій території переважно хвойних лісів на південь від Стокгольма, чиї східні райони частково утворюють національний парк Тюреста.
Найпівденніша частина Седертерна була сполучена зі Стокгольмом в 1901 році, коли була відкрита лінія Нюнесбанан. 
Залізниця прокладена між Нюнесгамном на півдні та Ельвшйо на півночі, де вона з'єднується з головною південною залізницею.

## Муніципалітети Седертерна
- Ботчирка
- Ганінге
- Гуддінге
- Нака (на захід від Скурусундет)
- Нюнесгамн
- Салем
- Стокгольм (Седерорт, південна, частина)
- Седертельє (на схід від каналу Седертельє)
- Тюреше

Ці муніципалітети розташовані як в окрузі Стокгольм, так і в провінції Седерманланд.